# P.M.9
『P.M.9』（ピー・エム・ナイン）は、矢沢永吉の9作目のスタジオ・アルバム。1982年7月10日発売。

## 概要
前作から約9ヵ月ぶりのアルバム。オリコンチャート1位を獲得。
セルフプロデュースで初となる海外録音。参加ミュージシャンは『YAZAWA』に続きドゥービー・ブラザーズやリトル・フィートが参加したほか、TOTOのスティーヴ・ルカサーやジェフ・ポーカロらが新たに加わっている。
作詞は全曲ちあき哲也。矢沢のアルバムで作詞家一人で全曲を担当したのは本作が初。
アルバム・タイトルは、矢沢がタイトルを決めようとした際、たまたま時計を見たところ午後9時であったことから。
アナログ盤は、黒いシュリンクに包まれP.M.9ロゴのシールが貼られたものと、同意匠でシュリンクが透明になったものがある。
一方カセットテープは、P.M.9ロゴのシールのデザインがそのままスリーブ全面に印刷されている。
本作は翌1983年、矢沢作品初CDとなった。ジャケットデザインはカセットテープと同じ。

## 収録曲

### LP
| 全作詞: ちあき哲也、全作曲: 矢沢永吉。 |                     |            |            |      |
| #                                      | タイトル            | 作詞       | 作曲・編曲 | 時間 |
| 1.                                     | 「WITHOUT YOU」     | ちあき哲也 | 矢沢永吉   | 4:42 |
| 2.                                     | 「ROCK ME TONIGHT」 | ちあき哲也 | 矢沢永吉   | 3:39 |
| 3.                                     | 「EBB TIDE」        | ちあき哲也 | 矢沢永吉   | 5:02 |
| 4.                                     | 「NO NO NO」        | ちあき哲也 | 矢沢永吉   | 3:43 |
| 5.                                     | 「LAHAINA」         | ちあき哲也 | 矢沢永吉   | 3:41 |
| 合計時間:                              | 合計時間:           | 20:47      |            |      |

| 全作詞: ちあき哲也、全作曲: 矢沢永吉。 |                       |            |            |      |
| #                                      | タイトル              | 作詞       | 作曲・編曲 | 時間 |
| 1.                                     | 「JEALOUSY」          | ちあき哲也 | 矢沢永吉   | 4:24 |
| 2.                                     | 「HOLD ON BABY」      | ちあき哲也 | 矢沢永吉   | 4:39 |
| 3.                                     | 「YES MY LOVE」       | ちあき哲也 | 矢沢永吉   | 4:00 |
| 4.                                     | 「NETTAIYA (熱帯夜)」 | ちあき哲也 | 矢沢永吉   | 5:05 |
| 合計時間:                              | 合計時間:             | 18:08      |            |      |

### CD
| 全作詞: ちあき哲也、全作曲: 矢沢永吉。 |                       |            |            |      |
| #                                      | タイトル              | 作詞       | 作曲・編曲 | 時間 |
| 1.                                     | 「WITHOUT YOU」       | ちあき哲也 | 矢沢永吉   | 4:42 |
| 2.                                     | 「ROCK ME TONIGHT」   | ちあき哲也 | 矢沢永吉   | 3:39 |
| 3.                                     | 「EBB TIDE」          | ちあき哲也 | 矢沢永吉   | 5:02 |
| 4.                                     | 「NO NO NO」          | ちあき哲也 | 矢沢永吉   | 3:43 |
| 5.                                     | 「LAHAINA」           | ちあき哲也 | 矢沢永吉   | 3:41 |
| 6.                                     | 「JEALOUSY」          | ちあき哲也 | 矢沢永吉   | 4:24 |
| 7.                                     | 「HOLD ON BABY」      | ちあき哲也 | 矢沢永吉   | 4:39 |
| 8.                                     | 「YES MY LOVE」       | ちあき哲也 | 矢沢永吉   | 4:00 |
| 9.                                     | 「NETTAIYA (熱帯夜)」 | ちあき哲也 | 矢沢永吉   | 5:05 |
| 合計時間:                              | 合計時間:             | 38:55      |            |      |

### 解説
「WITHOUT YOU」
矢沢初のMVが作られた。
「LAHAINA」
12thシングル。資生堂サマーキャンペーンCMソング (矢沢出演)。
「YES MY LOVE」
11thシングル。コカ・コーラ'82CMイメージソング（自身も出演）。バンコクのヒットチャートでも5位にランクイン。